# Michel Gagnon
Pour les articles homonymes, voir Gagnon.
Michel Joseph Gérard Gagnon, né le 23 mars 1933 à Québec, et mort le 1er juin 2004, à El Bayadh, est un prélat catholique canadien.

## Biographie
Michel Joseph Gérard Gagnon est né le 23 mars 1933, à Québec, dans la province de Québec, au Canada.
Il intègre la Société des Missionnaires d'Afrique, dans laquelle il est ordonné prêtre, le 1er avril 1956.
Il est nommé évêque de Djibouti, dans la corne de l'Afrique, par Jean-Paul II, le 28 mars 1980, et reçoit la consécration épiscopale du pape, le 4 mai 1980.
Il démissionne de ce ministère, le 3 juillet 1987.
Il est nommé évêque de Laghouat, en Algérie, par S.S. Jean-Paul II, le 4 février 1991, et conserve ce ministère jusqu'à sa mort, survenue le 1er juin 2004, à El Bayadh, dans la Wilaya d'El Bayadh, en Algérie.
Il est inhumé le 6 juin 2004, à Ghardaïa, ville algérienne de la Wilaya de Ghardaïa dans laquelle il résidait, en présence de Henri Teissier, archevêque d'Alger.